# Hylodes ornatus
Espèce
Synonymes
- Elosia ornata Bokermann, 1967

Statut de conservation UICN

 LC  : Préoccupation mineure
Hylodes ornatus est une espèce d'amphibiens de la famille des Hylodidae.

## Répartition
Cette espèce est endémique de la Serra de Itatiaia dans l'État de Rio de Janeiro au Brésil.

## Publication originale
- Bokermann, 1967 : Una nueva especie de Elosia de Itatiaia, Brazil (Amphibia, Leptodactylidae). Neotropica, vol. 13, no 42, p. 135-137.